# Get Happy!! Records
Get Happy!! war ein Independent-Label (1990–2001), Versand für Second-Hand-Vinyl- (1988–2001) und Independent-Tonträgerladen im Sandweg, Frankfurt (1990–1995). Get Happy!! ist der Titel des vierten Albums von Elvis Costello aus dem Jahr 1980.

## Geschichte
Gegründet wurde Get Happy!! im Sommer 1988 in Seligenstadt von Joachim Gaertner und Jochen Riegler. Bis zur Eröffnung des Ladenlokals im Frankfurter Sandweg im Oktober 1990 etablierte sich der Namen in der Vinylsammler-Szene als Versand mit dem Schwerpunkt auf Singles im Bereich Punk und New Wave mit Sitz in Wiesbaden.
Zusammen mit dem Laden Get Happy!! wurde ein gleichnamiges Label gegründet, welches anfangs lokale (Nerds, Suburbs, Killrays), später internationale Künstler wie Beatnik Termites (Cleveland, Ohio), Guided by Voices (Dayton, Ohio), Kitchen Cynics (Aberdeen, Schottland) oder Alterra (Slowenien) veröffentlichte.
Mit den Veröffentlichungen von Guided By Voices wurde Get Happy!! auch international bekannt.
Nach Schließung des Plattenladens im Oktober 1995 trennten sich die Wege der Inhaber. Riegler zog nach Koblenz und betreibt weiterhin einen Versandhandel mit Second Hand Vinyl. Gaertner führte Get Happy!! als Label und Versand bis Ende 2001 weiter. Im März 2005 veröffentlichte er das Nachschlagewerk They Could Have Been Bigger Than EMI, eine diskographische Aufbereitung weltweit nicht mehr existenter Independent Labels im Bereich Alternativer Musik. Zudem ist er Gründungsmitglied der Psychedelic-Band S/T.

## Veröffentlichungen
- HAPPY 01 Saigon Substitutes – I’m Not Elvis 7″ (1991)
- HAPPY 02 Nerds – Peter, Paul & Carrie 7″ (1991)
- HAPPY 03 Suburbs – Too Much Paranoia 7″ (1992)
- HAPPY 04 Killrays – The Prisoner 7″ (1992)
- HAPPY 05 Beatnik Termites – Schoolboy’s Dream 7″ (1993)
- HAPPY 06 Toxoplasma – Demos ’82 7″ (1994)
- HAPPY 07 Mau Tempo – Momendema 7″ (1994)
- HAPPY 08 unveröffentlicht: Magic Splatters – Sick City 7″ (1994) Testpressungen existieren
- HAPPY 09 Mau Tempo – Game Of Pain 7″ (1994)
- HAPPY 10 Der durstige Mann – Peitsch mich 7″ (1995)
- HAPPY 11 Magic Splatters – You ’re So Boring 7″ (1995)
- HAPPY 12 Beatnik Termites – Undesirable 7″ (1995)
- HAPPY 13 Toxoplasma – Demos ’81 7″ (1995)
- HAPPY 14 unveröffentlicht: Soor – Lieber Gott 7″ (1997) Testpressungen existieren

- SMALL 01 Jowe Head – Legendary EP 7″ (1991) (ex-Swell Maps, Television Personalities, Palookas)
- SMALL 02 Horse Badorties – … reitet wieder 7″ (1992) Bandmitglied von S/T
- SMALL 03 Bo & Bodo – Unser Stil 7″ (1995) Bodo war Bandmitglied von Stunde X
- SMALL 04 Pink Filth – Let It All Hang Out 7″ (2001)

- BIG 01 Guided by Voices – An Earful O’ Wax LP (1993)
- BIG 02 Guided by Voices – Devil Between My Toes LP (1993)
- BIG 03 Kitchen Cynics – Time Of Sands LP (1994)
- BIG 04 Kitchen Cynics – Can You Hear The Frog? LP (1995)
- BIG 05 (sic!) – Ahtoon Eskaloon LP (2001) Projekt der Band S/T
- BIG 06 Alterra – same LP (2000)

- PARTY 01 unveröffentlicht: Mau Tempo – Bei Theo MLP (2002) zwei Dubplates existieren
- PARTY 02 V/A – Pop A Boner Vol.2 LP (2000)

- LONG 01 V/A – Pop A Boner Vol.1 CD (1997)
- LONG 02 Crevice – Think Of Pleasant Things CD (1999)
- LONG 03 Neon Prunes – Rat Tracks CD-R (1998)
- LONG 04 Bluto’s Revenge – Use Once And Destroy CD (1999)
- LONG 05 D.D.T. – We Are D.D.T. CD-R (1999)

- SHORT 01 Soor – Lieber Gott CDsi (1998) Ex-Toxoplasma
- SHORT 02 Soor – Twilight’s Last Gleaming CDsi (1998)

- RUSS 01 Russ Tolman – Live At The Shop MC (1992) (Mitschnitt eines Konzertes im Jahre 1992)
- KILL 01 Killrays – Heart Of Stone 7″ (1992)
- QUEUE 01 Doin’ Horse – How I Invented Voilence 7″ (4 Track EP) Ex-Durstige Mann & Bildstörung
- NERDS 01 Nerds – Only The Dead Are Smart 7″ (Debut) Frankfurt Pop-Punksters; only 500 copies!